# Šeron den Adel
Šeron Jani den Adel (rođena 12. jul 1974) je vokal holandskog simfo-metal benda Vitin Temptejšn (Within Temptation). Učestvovala je i u projektu Avantasia: 'The Metal Opera' kao jedna od jedanaest vokala. Njen glas može se čuti i na debi albumu benda After Forever "Prison of Desire" (pesma "Beyond Me"), kao i na albumu "Fooly Dressed" sastava Aemens (pesma "Time"). Sa gitaristom benda Within Temptation Robert-om Westerholt-om ima troje dece.

## Diskografija
- Enter (1997)[17]
- The Dance (EP) (1998)[18]
- Ayreon: Into The Electric Castle (1998)[19]
- Avantasia: The Metal Opera (2000)[20]
- Mother Earth (2001)[14][21]
- Avantasia: The Metal Opera Pt. II (2002)[22]
- The Silent Force (2004)[23]
- The Heart of Everything (2007)[24]

### DVD
- Mother Earth Tour (2002)[25]
- The Silent Force Tour (2005)[26]
- Black Symphony (2008)[27]